# Andyrobertsita
L'andyrobertsita és un mineral de la classe dels arsenats. Rep el seu nom del mineralogista Andrew C. Roberts (1950-), especialista en la documentació de noves espècies minerals, en particular d'espècimens provinents de paragènesis secundàries de baixa temperatura.

## Característiques
L'andyrobertsita és un arsenat de cadmi, potassi i coure, de fórmula química KCdCu₅(AsO₄)₄[As(OH)₂O₂](H₂O)₂. Cristal·litza en el sistema monoclínic. La seva duresa a l'escala de Mohs és 3. És isostructural amb la calcioandyrobertsita, de la qual és l'anàleg de cadmi. Està estructuralment relacionada amb el grup de la lavendulana. Només se n'ha trobat a la mina Tsumeb, al Tsumeb (Otjikoto, Namíbia).
Segons la classificació de Nickel-Strunz, l'andyrobertsita pertany a «08.DH: Fosfats amb cations de mida mitjana i gran, (OH, etc.):RO₄ < 1:1» juntament amb els següents minerals: minyulita, leucofosfita, spheniscidita, tinsleyita, jahnsita-(CaMnFe), jahnsita-(CaMnMg), jahnsita-(CaMnMn), keckita, rittmannita, whiteita-(CaFeMg), whiteita-(CaMnMg), whiteita-(MnFeMg), jahnsita-(MnMnMn), kaluginita, jahnsita-(CaFeFe), jahnsita-(NaFeMg), jahnsita-(NaMnMg), jahnsita-(CaMgMg), manganosegelerita, overita, segelerita, wilhelmvierlingita, juonniita, calcioferrita, kingsmountita, montgomeryita, zodacita, arseniosiderita, kolfanita, mitridatita, pararobertsita, robertsita, sailaufita, mantienneita, paulkerrita, benyacarita, xantoxenita, mahnertita, calcioandyrobertsita, englishita i bouazzerita.